# (9209) 1994 UK1
A (9209) 1994 UK1 a Naprendszer kisbolygóövében található aszteroida. Ueda Szeidzsi és Kaneda Hirosi fedezte fel 1994. október 25-én.